# Eddie Lang

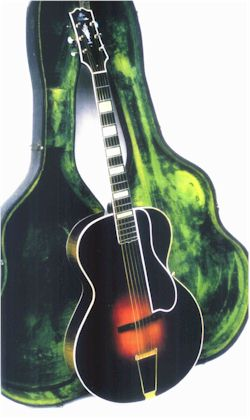
Eddie Langs Gibson L-5

Eddie Lang (* 25. Oktober 1902 in Philadelphia, Pennsylvania; † 26. März 1933 in New York City, eigentlich Salvatore Massaro) war ein US-amerikanischer Jazz-Musiker. Er gilt als der erste Virtuose der Jazz-Gitarre und trug zu seiner Zeit den Titel „Mr. Guitar“.

## Leben
Mit elf Jahren hatte Lang Geigenunterricht. Einer seiner Schulfreunde war der Geiger Joe Venuti, mit dem er später häufig zusammen auftrat. Schon früh verdiente Lang sein Geld als Profimusiker; er spielte Geige, Banjo und Gitarre. Er war Mitglied verschiedener Bands im Nordosten der USA. Ende 1924 bis Anfang 1925 arbeitete er in London, dann ließ er sich in New York nieder.
Lang spielte mit Venuti im Duo, in den Blue Four (unter anderem mit Frank Trumbauer) und 1931 in einer gemeinsam geleiteten All-Star-Band (mit Benny Goodman und Jack Teagarden). Außerdem arbeitete er bei Louis Armstrong, Adrian Rollini, Roger Wolfe Kahn und Jean Goldkette. 1929 kam er zum Orchester von Paul Whiteman. Mit Venuti hatte er 1930 einen kurzen Auftritt in Whitemans Film The King Of Jazz.
Als Bing Crosby Whiteman verließ, ging Lang als Begleitmusiker mit ihm. Mit Crosby hatte er 1932 einen Auftritt im Film The Big Broadcast. Unter dem Pseudonym Blind Willie Dunn machte Lang eine Reihe von legendären Duo-Aufnahmen mit dem Blues-Gitarristen Lonnie Johnson. Eddie Langs Spiel gilt als einer der wichtigsten stilistischen Einflüsse auf Django Reinhardt.
Eddie Lang starb im Alter von nur 30 Jahren an den Folgen einer Mandeloperation.

## Sammlung
- The Classic Columbia and Okeh Joe Venuti and Eddie Lang Sessions, 1926–1955 (Mosaic, 2002) – 8 CDs mit Jack Pettis, Bix Beiderbecke, Frank Trumbauer, Jimmy Dorsey, Arthur Schutt, Don Murray, Red McKenzie, Adrian Rollini, Vic Berton, Frank Signorelli, Eddie Condon, Fud Livingston, Gladys Bentley, Victoria Spivey, King Oliver, Omer Simeon, Clarence Williams, Eva Taylor, Tommy Dorsey, Blind Willie Dunn, Texas Alexander, Lonnie Johnson, Louis Armstrong, Jack Teagarden, Happy Caldwell, Joe Sullivan, Kaiser Marshall, Bessie Smith, Hoagy Carmichael, Paul Whiteman, Bing Crosby, Jimmy McPartland, Tony Parenti, Harold Arlen, Red Nichols, Carl Kress, Dick McDonough, Benny Goodman, Bud Freeman, Pee Wee Erwin, Bunny Berigan